# Euphaedra bipuncta
Euphaedra bipuncta är en fjärilsart som beskrevs av Jacques Hecq 1974. Euphaedra bipuncta ingår i släktet Euphaedra och familjen praktfjärilar. Inga underarter finns listade i Catalogue of Life.